# Northern Lights Festival Boréal
Le Northern Lights Festival Boréal est un festival de musique estival organisé annuellement à Sudbury, en Ontario, au Canada. Il s'agit de l'un des plus anciens festivals de musique ininterrompus dans le pays, organisé depuis 1972 jusqu'à la pandémie de Covid-19.
Le festival, bilingue, se déroule au parc Bell (en), dont l'amphithéâtre Grace Hartman, sur les rives du lac Ramsey. Un programme musical diversifié est présenté dans une variété de genres, y compris les arts, l'artisanat et les divertissements pour enfants, et met en vedette un mélange d'artistes et d'interprètes nationaux, internationaux et du Nord de l'Ontario. Les musiciens présents au festival participent généralement à des concerts et à des ateliers, et collaborent avec plusieurs autres musiciens.
Outre le festival principal, le comité organisateur parraine également des concerts et d'autres événements culturels dans la ville tout au long de l'année. Pendant le week-end du festival, une série d'artistes se produit également dans le centre-ville, au Townehouse.
Le festival se tient normalement le premier week-end de juillet. Le plus souvent, il se déroule sur trois jours, du vendredi au dimanche, mais à plusieurs reprises au cours de son histoire, il s'est également déroulé sur un, deux ou quatre jours. 

## Distinctions
Le prix Jackie Washington est décerné chaque année pour une contribution exceptionnelle à la vie culturelle du Nord de l'Ontario. Les lauréats précédents sont  Robert Paquette, Ken Whiteley, Daniel Bédard, Paul Dunn et Charlie Angus. Le prix porte le nom de Jackie Washington, un musicien de blues qui s'est produit au festival 25 fois entre l'inauguration du festival en 1972 et le décès de Washington en 2009.
Le prix du bénévolat Bernie Melanson, qui porte le nom de l'un des membres fondateurs du festival, est également décerné chaque année à des personnes ou à des groupes qui ont rendu des services exceptionnels ou de longue durée au festival. 